# مارکوس پرسون
مارکوس پرسون (انگلیسی: Markus Persson؛ ملقب به «ناچ» (به انگلیسی: Notch)، زادهٔ ۱ ژوئن ۱۹۷۹) یک برنامه‌نویس بازی و مهندس اهل سوئد و همچنین طراح بازی ویدئویی ماینکرفت است. 

## خلق بازی ماینکرفت
مارکوس و جیکوب سازندگان بازی ماینکرفت، طولی نکشید که توانستند برنامه بازی‌های خود را بنویسند، اما روسای Midasplayer از توجه این دو به این بازی‌هایشان خوششان نمی‌آمد؛ بنابراین در سال ۲۰۰۹، پرسون Midasplayer را به خاطر jAlbum ترک کرد و تمام وقت آزاد خود را صرف برنامه‌نویسی کرد. پرسون اولین بازی بزرگ خود، ماینکرفت را فقط در عرض یک هفته نوشت و عجله داشت تا بتواند به راحتی به بازی بعدی برسد. اولین اسم واقعی بازی ماینکرفت «cavegame» بود اما بعد ها به ماینکرافت تغییر کرد. ماینکرافت بازی جهان-باز است، زمین بازی شبیه بازی لگو که در آن بازیکنان وسایل مختلف و منابع طبیعی را جمع‌آوری و از آن‌ها برای ساخت هر چیز از جمله وسایل خانه‌ها و شهرها استفاده می‌کنند.
بازی ماینکرفت با فروش ۴۰۰ نسخه در روز با قیمت تقریبی شش دلار در هر بار بارگیری، به یک پدیده در دنیای بازی تبدیل شد. این موفقیت هم به زندگی پرسون و هم ینس برای کار با دیگران پایان داد و آنها شرکت خودشان را به نام موجانگ که به سوئدی به معنای گجت است تأسیس کردند.

## سال‌های فعالیت حرفه‌ای
ماینکرفت در سال اول حدود ۲۰٬۰۰۰ بار بارگیری شد، اما در پایان سال بارگیری بارها در طول روز انجام می‌شد. با فروش بیشتر، یک جامعه بزرگ و همیشه در حال رشد از بازیکنان به وجود آمد و ماینکرفت در همان حال نیز به اندازه به یک جامعه بزرگ تبدیل شد.
بدون شک، پرسون شهردار شوخ‌طبع، غالباً بدجنس آن جامعه بود و با حضور گسترده آنلاین (معروف به ناچ یا xNotch)، به یک سوپراستار بازی تبدیل شد. متأسفانه موفقیت پرسون با غم و اندوه روبرو شد، زیرا در دسامبر ۲۰۱۱، پدرش خودکشی کرد و مدتی بعد از همسر خود اِلین زترستراند جدا شد. آنچه در پی آمد آغاز یک پروژه جدید 0X10c، و کنار گذاشته شدن همان پروژه نیز یک طلسم خشک خلاق بود. اما پرسون هنوز سوار بر قطار قدرت بازی Minecraft بود. او در ماه مه ۲۰۱۲ تنها در هفته اول فروش xBox خود، بیش از یک میلیون واحد فروش داشت. در همان سال موجنگ حدود ۲۳۰ میلیون دلار فروش داشت. اما پس از موفقیت‌های چشمگیر، دو سال بعد پرسون در حال شکست بود و توییتی را در ژوئن ۲۰۱۴ ارسال کرد “چه کسی می‌خواهد سهم من از موجنگ را بخرد تا من بتوانم به زندگی خود ادامه دهم؟ ” باعث شد که پشت سر هم به تلفن او زنگ بزنند و خواهان خریداری موجنگ باشند تا سپتامبر او موجنگ را به قیمت ۲٫۵ میلیارد دلار به مایکروسافت فروخت و برای جشن گرفتن پرسون خانه ای به وسعت ۲۳۰۰۰ فوت مربع در بورلی هیلز خریداری کرد که ۷۰ میلیون دلار برای آن پرداخت کرد.